# Liga Europa da UEFA de 2023–24
A Liga Europa da UEFA de 2023–24 foi a 53.ª edição da Liga Europa da UEFA e a 15.ª com o formato e o nome atual (anteriormente era chamada de Taça da UEFA).
A final foi disputada no Aviva Stadium, em Dublin, na Irlanda. O campeão se classificou para a fase de grupos da Liga dos Campeões da UEFA de 2024–25 e também para a Supercopa da UEFA de 2024, onde enfrentará o campeão da Liga dos Campeões da UEFA de 2023–24.
Esta edição foi a última com o atual formato de 32 equipes participantes na fase de grupos, depois de a UEFA ter anunciado que um novo formato seria introduzido para a edição seguinte. Devido à mudança de formato, nenhum clube poderá ser transferido para a Liga Europa da UEFA no formato suíço, e os vencedores desta edição não poderão defender o título.

## Alocação da equipe de associação
Espera-se que um total de 57 equipes de 31 a 36 das 55 associações membros da UEFA participem da Liga Europa de 2023–24. Entre elas, 15 associações têm equipas com qualificação direta para a Liga Europa, enquanto das outras 40 associações que não têm equipas com qualificação direta, entre 15 e 20 delas podem ter equipas a jogar após terem sido transferidas da Liga dos Campeões (o único membro associação que não pode ter um participante é o Liechtenstein, que não organiza uma liga nacional e só pode inscrever o vencedor da taça na Liga da Conferência Europa devido à classificação da associação). A classificação da associação com base nos coeficientes dos países da UEFA é usada para determinar o número de times participantes de cada associação:
- Os detentores do título da UEFA Europa Conference League terão uma entrada na Liga Europa (se não se classificarem para a Liga dos Campeões pelo desempenho na liga).
- As associações 1–5 cada uma tem duas equipes qualificadas.
- Associações 6–16 (exceto Rússia) [Nota RUS] cada uma tem uma equipe qualificada. * 36 times eliminados da Liga dos Campeões da UEFA de 2023–24 são transferidos para a Liga Europa.

### Ranking de associações
Para a Liga Europa de 2023–24, as associações são alocadas de acordo com seus coeficientes de país da UEFA de 2022, que leva em consideração seu desempenho nas competições europeias de 2017–18 a 2021–22.
Além da alocação com base nos coeficientes do país, as associações podem ter equipes adicionais participando da Liga Europa, conforme observado abaixo:
(UCL) – Equipas adicionais transferidas da Liga dos Campeões
(UECL) – Vagas adicionais para os detentores do título da Liga Conferência Europa 
| Rank | Associação    | Coeff.  | Times | Notas       |
| ---- | ------------- | ------- | ----- | ----------- |
| 1    | Inglaterra    | 106.641 | 2     | +1 (UECL)   |
| 2    | Espanha       | 96.141  | 2     |             |
| 3    | Itália        | 76.902  | 2     |             |
| 4    | Alemanha      | 75.213  | 2     |             |
| 5    | França        | 60.081  | 2     |             |
| 6    | Portugal      | 53.382  | 1     |             |
| 7    | Países Baixos | 49.300  | 1     |             |
| 8    | Áustria       | 38.850  | 1     |             |
| 9    | Escócia       | 36.900  | 1     |             |
| 10   | Rússia        | 34.482  | 0     | Note RUS[›] |
| 11   | Sérvia        | 33.375  | 1     |             |
| 12   | Ucrânia       | 31.800  | 1     |             |
| 13   | Bélgica       | 30.600  | 1     |             |
| 14   | Suíça         | 29.675  | 1     |             |
| 15   | Grécia        | 28.200  | 1     |             |
| 16   | Tchéquia      | 27.800  | 1     |             |
| 17   | Noruega       | 27.250  | 0     |             |
| 18   | Dinamarca     | 27.175  | 0     |             |
| 19   | Croácia       | 27.150  | 0     |             |

| Rank | Associação           | Coeff. | Times | Notas |
| ---- | -------------------- | ------ | ----- | ----- |
| 20   | Turquia              | 27.100 | 0     |       |
| 21   | Chipre               | 26.375 | 0     |       |
| 22   | Israel               | 24.375 | 0     |       |
| 23   | Suécia               | 22.875 | 0     |       |
| 24   | Bulgária             | 19.500 | 0     |       |
| 25   | Romênia              | 17.150 | 0     |       |
| 26   | Azerbaijão           | 17.000 | 0     |       |
| 27   | Hungria              | 16.375 | 0     |       |
| 28   | Polónia              | 15.875 | 0     |       |
| 29   | Cazaquistão          | 15.750 | 0     |       |
| 30   | Eslováquia           | 15.625 | 0     |       |
| 31   | Eslovênia            | 15.000 | 0     |       |
| 32   | Bielorrússia         | 12.500 | 0     |       |
| 33   | Moldávia             | 11.250 | 0     |       |
| 34   | Lituânia             | 10.000 | 0     |       |
| 35   | Bósnia e Herzegovina | 9.125  | 0     |       |
| 36   | Finlândia            | 8.875  | 0     |       |
| 37   | Luxemburgo           | 8.750  | 0     |       |
| 38   | Letónia              | 8.625  | 0     |       |

| Rank | Associação         | Coeff. | Times | Notas |
| ---- | ------------------ | ------ | ----- | ----- |
| 39   | Kosovo             | 8.166  | 0     |       |
| 40   | Irlanda            | 8.125  | 0     |       |
| 41   | Armênia            | 8.125  | 0     |       |
| 42   | Irlanda do Norte   | 8.083  | 0     |       |
| 43   | Albânia            | 8.000  | 0     |       |
| 44   | Ilhas Faroé        | 7.250  | 0     |       |
| 45   | Estónia            | 7.041  | 0     |       |
| 46   | Malta              | 7.000  | 0     |       |
| 47   | Geórgia            | 7.000  | 0     |       |
| 48   | Macedônia do Norte | 7.000  | 0     |       |
| 49   | Liechtenstein      | 6.500  | 0     |       |
| 50   | País de Gales      | 5.500  | 0     |       |
| 51   | Gibraltar          | 5.416  | 0     |       |
| 52   | Islândia           | 5.375  | 0     |       |
| 53   | Montenegro         | 4.875  | 0     |       |
| 54   | Andorra            | 4.665  | 0     |       |
| 55   | San Marino         | 1.332  | 0     |       |

### Distribuição
A seguir está a lista de acesso para esta temporada.
|                                        |                                     | Equipes que entram nesta rodada | Equipes avançando da rodada anterior                                                                                             | Equipes transferidas da Liga dos Campeões |
| -------------------------------------- | ----------------------------------- | --- | --- | --- |
| Terceira pré-eliminatória (14 equipes) | Caminho dos Campeões (10 equipes)   | | | - 10 equipes eliminadas da segunda pré-eliminatória da Liga dos Campeões (Caminho dos Campeões) |
| Terceira pré-eliminatória (14 equipes) | Caminho da Liga (4 quipes)          | - 2 vencedores da taça nacional de associações 15–16 | | - 2 equipes eliminadas da segunda pré-eliminatória da Liga dos Campeões (Caminho da Liga) |
| Rodada do Play-off (20 equipes)        | Rodada do Play-off (20 equipes)     | - 7 vencedores da taça nacional de associações 7–14 (exceto Russia)Note RUS[›] | - 5 vencedores da terceira pré-eliminatória (Caminho dos Campeões) - 2 vencedores da terceira pré-eliminatória (Caminho da Liga) | - 6 equipas eliminadas da terceira pré-eliminatória da Liga dos Campeões (Caminho dos Campeões) |
| Fase de grupos (32 equipes)            | Fase de grupos (32 equipes)         | - Detentor do título da Liga Conferência - 6 vencedores da taça nacional de associações 1–6 - 1 equipe do quarto colocado da liga nacional da associação 5 - 4 equipes do quinto lugar da liga nacional de associações 1-4 | - 10 vencedores da rodada do play-off                                                                                            | - 4 equipes eliminadas do play-off da Liga dos Campeões (Caminhos dos Campeões) - 2 equipes eliminadas do play-off da Liga dos Campeões (Caminho da Liga) - 4 equipes eliminadas da terceira pré-eliminatória da Liga dos Campeões (Caminho da Liga) |
| Play-off da fase final (16 equipes)    | Play-off da fase final (16 equipes) | | - 8 segundos colocados da fase de grupos                                                                                         | - 8 terceiros colocados da fase de grupos da Liga dos Campeões |
| Fase final (16 quipes)                 | Fase final (16 quipes)              | | - 8 primeiros colocados da fase de grupos - 8 ganhadores do play-off da fase final                                               | |

Devido à suspensão da Rússia para a temporada europeia de 2023–24, as seguintes alterações na lista de acesso foram feitas: 
- Os vencedores das taças das federações 13 (Bélgica) e 14 (Suíça) entram no "play-off" em vez da terceira pré-eliminatória.
- Os vencedores da taça da associação 16 (República Checa) entram na terceira pré-eliminatória em vez da segunda pré-eliminatória da Liga da Conferência Europa.

### Times
As legendas entre parênteses mostram como cada equipe se classificou para a vaga de sua rodada inicial: 
- ECL: detentores do título da Europa Conference League
- CW: Vencedores da Copa 3º, 4º, 5º, etc.: Posição na Liga da temporada anterior
- UCL: Transferido da Liga dos Campeões 
  - GS: Terceiros classificados da fase de grupos
  - CH/LP PO: Perdedores do play-off (Campeões/Caminho da Liga)
  - CH/LP Q3: Perdedores da terceira pré-eliminatória (Campeões/Caminho da Liga)
  - CH/LP Q2: Perdedores da segunda pré-eliminatória (Campeões/Caminho da Liga)

A terceira pré-eliminatória é dividida em Caminho dos Campeões (CH) e Caminho da Liga (MP).
| Entrada na rodada         | Entrada na rodada | Equipes                       | Equipes                        | Equipes                            | Equipes                        |
| ------------------------- | ----------------- | ----------------------------- | ------------------------------ | ---------------------------------- | ------------------------------ |
| Play-off                  | Play-off          | (UCL GS)                      | (UCL GS)                       | (UCL GS)                           | (UCL GS)                       |
| Play-off                  | Play-off          | (UCL GS)                      | (UCL GS)                       | (UCL GS)                           | (UCL GS)                       |
|                           |                   |                               |                                |                                    |                                |
| Fase de Grupos            | Fase de Grupos    | West Ham (ECL)                | Liverpool (5°)                 | Brighton & Hove Albion (6°)        | Villarreal (5°)                |
| Fase de Grupos            | Fase de Grupos    | Betis (6°)                    | Atalanta (5°)                  | Roma (6°)                          | Freiburg (5°)                  |
| Fase de Grupos            | Fase de Grupos    | Bayer Leverkusen (6°)         | Toulouse (CW)                  | Rennes (4°)                        | Sporting (4°)                  |
| Fase de Grupos            | Fase de Grupos    | Rangers (UCL CH PO)           | AEK Atenas (UCL CH PO)         | Panathinaikos (UCL CH PO)          | Molde (UCL CH PO)              |
| Fase de Grupos            | Fase de Grupos    | Maccabi Haifa (UCL LP PO)     | Raków Częstochowa (UCL LP PO)  | Olympique de Marseille (UCL LP Q3) | Sturm Graz (UCL LP Q3)         |
| Fase de Grupos            | Fase de Grupos    | TSC (UCL LP Q3)               | Servette (UCL LP Q3)           |                                    |                                |
|                           |                   |                               |                                |                                    |                                |
| Play-off                  | Play-off          | Ajax (3°)                     | LASK (3°)                      | Aberdeen (3°)                      | Čukarički (3°)                 |
| Play-off                  | Play-off          | Zorya Luhansk (3°)            | Union Saint-Gilloise (3°)      | Lugano (3°)                        | Aris Limassol (UCL CH Q3)      |
| Play-off                  | Play-off          | Slovan Bratislava (UCL CH Q3) | KÍ (UCL CH Q3)                 | Sparta Praga (UCL CH Q3)           | Olimpija Ljubljana (UCL CH Q3) |
| Play-off                  | Play-off          | Dínamo Zagreb (UCL CH Q3)     |                                |                                    |                                |
|                           |                   |                               |                                |                                    |                                |
| Terceira pré-eliminatória | CH                | BK Häcken (UCL CH Q2)         | Ludogorets Razgrad (UCL CH Q2) | Qarabağ (UCL CH Q2)                | Astana (UCL CH Q2)             |
| Terceira pré-eliminatória | CH                | BATE Borisov (UCL CH Q2)      | Sheriff Tiraspol (UCL CH Q2)   | Žalgiris (UCL CH Q2)               | Zrinjski Mostar (UCL CH Q2)    |
| Terceira pré-eliminatória | CH                | HJK (UCL CH Q2)               | Breiðablik (UCL CH Q2)         |                                    |                                |
| Terceira pré-eliminatória | MP                | Olympiacos (3°)               | Slavia Praha (CW)              | Dnipro-1 (UCL LP Q2)               | Genk (UCL LP Q2)               |

## Calendário
O calendário da competição é o seguinte. As partidas estão marcadas para as quintas-feiras, exceto a final, que acontece na quarta-feira, mas excepcionalmente pode acontecer às terças ou quartas-feiras devido a conflitos de agenda.
| Fase              | Rodada                    | Data do sorteio        | Partida de ida                              | Partida de volta                            |
| ----------------- | ------------------------- | ---------------------- | ------------------------------------------- | ------------------------------------------- |
| Qualificação      | Terceira pré–eliminatória | 24 de julho de 2023    | 10 de agosto de 2023                        | 17 de agosto de 2023                        |
| Play-offs         | Rodada de play-offs       | 7 de agosto de 2023    | 24 de agosto de 2023                        | 31 de agosto de 2023                        |
| Fase de grupos    | 1ª rodada                 | 1 de setembro de 2023  | 21 de setembro de 2023                      | 21 de setembro de 2023                      |
| Fase de grupos    | 2ª rodada                 | 1 de setembro de 2023  | 5 de outubro de 2023                        | 5 de outubro de 2023                        |
| Fase de grupos    | 3ª rodada                 | 1 de setembro de 2023  | 26 de outubro de 2023                       | 26 de outubro de 2023                       |
| Fase de grupos    | 4ª rodada                 | 1 de setembro de 2023  | 9 de novembro de 2023                       | 9 de novembro de 2023                       |
| Fase de grupos    | 5ª rodada                 | 1 de setembro de 2023  | 30 de novembro de 2023                      | 30 de novembro de 2023                      |
| Fase de grupos    | 6ª rodada                 | 1 de setembro de 2023  | 14 de dezembro de 2023                      | 14 de dezembro de 2023                      |
| Fase eliminatória | 16 avos de final          | 18 de dezembro de 2023 | 15 de fevereiro de 2024                     | 22 de fevereiro de 2024                     |
| Fase eliminatória | Oitavas de finais         | 23 de fevereiro 2024   | 7 de março de 2024                          | 14 de março de 2024                         |
| Fase eliminatória | Quartas de finais         | 15 de março de 2024    | 11 de abril de 2024                         | 18 de abril de 2024                         |
| Fase eliminatória | Semifinais                | 15 de março de 2024    | 2 de maio de 2024                           | 9 de maio de 2024                           |
| Fase eliminatória | Final                     | 15 de março de 2024    | 22 de maio de 2024 em Aviva Stadium, Dublin | 22 de maio de 2024 em Aviva Stadium, Dublin |

## Rodada de qualificação

### Terceira pré-eliminatória
Participam um total de 14 equipes na terceira pré-eliminatória, que foram divididos em dois caminhos:
- Caminho dos Campeões (10 equipes): 10 eliminadas na segunda pré-eliminatória da Liga dos Campeões da UEFA de 2023–24 (Caminho dos Campeões).
- Caminho da Liga (4 equipes): 2 equipas que entraram nesta fase e 2 eliminadas na segunda pré-eliminatória da Liga dos Campeões da UEFA de 2023–24 (Caminho da Liga).

A partida de ida será disputada em 10 de agosto e a partida de volta em 17 de agosto de 2023.
Os vencedores das eliminatórias avançam para o play-off do seu respetivo percurso. Os perdedores do Caminho dos Campeões e do Caminho da Liga serão transferidos para a fase de play-off da Liga Conferência.
| Equipe 1         | Total | Equipe 2           | 1.º jogo | 2.º jogo |
| ---------------- | ----- | ------------------ | -------- | -------- |
| Žalgiris         | 1–8   | BK Häcken          | 1–3      | 0–5      |
| Qarabağ          | 4–2   | HJK                | 2–1      | 2–1      |
| Zrinjski Mostar  | 6–3   | Breiðablik         | 6–2      | 0–1      |
| Sheriff Tiraspol | 7–3   | BATE Borisov       | 5–1      | 2–2      |
| Astana           | 3–6   | Ludogorets Razgrad | 2–1      | 1–5      |

| Equipe 1     | Total | Equipe 2 | 1.º jogo | 2.º jogo |
| ------------ | ----- | -------- | -------- | -------- |
| Olympiacos   | 2–1   | Genk     | 1–0      | 1–1      |
| Slavia Praha | 4–1   | Dnipro-1 | 3–0      | 1–1      |

## Play-off
O sorteio para o play-off foi realizado em 7 de agosto de 2023. A partida de ida será disputada em 24 de agosto e a partida de volta em 31 de agosto de 2023. Os vencedores das eliminatórias avançam para a fase de grupos. Os perdedores serão transferidos para a fase de grupos da Liga Conferência.
Um total de 20 equipes jogaram na rodada de play-off. As equipes foram divididas em quatro "grupos prioritários": 
- Prioridade 1: As 6 equipes da associação de classificação mais alta que entram nesta rodada.
- Prioridade 2: 6 perdedores da terceira pré-eliminatória da Liga dos Campeões da UEFA de 2023–24 (Caminho dos Campeões), cuja identidade não será conhecida no momento do sorteio.
- Prioridade 3: 5 vencedores da terceira pré-eliminatória (Caminho dos Campeões), cuja identidade não será conhecida no momento do sorteio.
- Prioridade 4: A restante equipa que entra nesta ronda e 2 vencedores da terceira pré-eliminatória (Caminho Principal), cuja identidade não será conhecida no momento do sorteio

O procedimento do sorteio foi o seguinte:
1. Três equipes do Pote 1 (Prioridade 1) serão emparelhadas com as três equipes do Pote 4 (Prioridade 4).
2. As três equipes restantes do Pote 1 (Prioridade 1) serão emparelhadas com as equipes do Pote 3 (Prioridade 3).
3. As duas equipes restantes do Pote 3 (Prioridade 3) serão emparelhadas com as equipes do Pote 2 (Prioridade 2).
4. As quatro bolas restantes do Pote 2 (Prioridade 2) serão sorteadas uma após a outra para completar o nono e o décimo pares (sorteio aberto).

| Equipe 1             | Total | Equipe 2         | 1.º jogo | 2.º jogo |
| -------------------- | ----- | ---------------- | -------- | -------- |
| Slavia Praha         | 3–2   | Zorya Luhansk    | 2–0      | 1–2      |
| Olympiacos           | 6–1   | Čukarički        | 3–1      | 3–0      |
| Union Saint-Gilloise | 3–0   | Lugano           | 2–0      | 1–0      |
| Ludogorets Razgrad   | 2–4   | Ajax             | 1–4      | 1–0      |
| BK Häcken            | 3–5   | Aberdeen         | 2–2      | 1–3      |
| LASK                 | 3–2   | Zrinjski Mostar  | 2–1      | 1–1      |
| KÍ                   | 2–3   | Sheriff Tiraspol | 1–1      | 1–2      |
| Olimpija Ljubljana   | 1–3   | Qarabağ          | 0–2      | 1–1      |
| Slovan Bratislava    | 4–7   | Aris Limassol    | 2–1      | 2–6      |
| Dínamo Zagreb        | 4–5   | Sparta Praga     | 3–1      | 1–4      |

## Fase de grupos
AEK Atenas

 Olympiacos

 Panathinaikos

Israel

 Maccabi Haifa

Praga

 Slavia Praha

O sorteio para a fase de grupos será realizado em 1 de setembro de 2023. As 32 equipes serão divididas em oito grupos de quatro. Para o sorteio, as equipes serão distribuídas em quatro potes cada uma das oito equipes, com base nos coeficientes de seus clubes. Como vencedores da Liga Conferência Europa da UEFA de 2022–23, o West Ham entrará no Pote 1 independentemente do coeficiente do clube (CC).
Equipes da mesma associação não podem ser sorteadas no mesmo grupo.
Aris Limassol, Brighton & Hove Albion, BK Häcken, Raków Częstochowa, Servette e TSC farão sua estreia na fase de grupos. Todos os seis clubes também se estreiam na fase de grupos das competições da UEFA. Além disso, o Brighton qualificou-se para o futebol europeu pela primeira vez na sua história. Um total de 21 associações nacionais estão representadas na fase de grupos.

### Potes
O sorteio da fase de grupos será realizado no dia 1 de Setembro de 2023.
| Pote 1           | Coef.   |
| ---------------- | ------- |
| West Ham         | 50.000  |
| Liverpool        | 123.000 |
| Roma             | 97.000  |
| Ajax             | 89.000  |
| Villarreal       | 82.000  |
| Bayer Leverkusen | 72.000  |
| Atalanta         | 55.500  |
| Rangers          | 54.000  |

| Pote 2                 | Coef.  |
| ---------------------- | ------ |
| Sporting               | 52.500 |
| Slavia Praha           | 52.000 |
| Rennes                 | 44.000 |
| Olympiacos             | 39.000 |
| Betis                  | 37.000 |
| LASK                   | 36.000 |
| Olympique de Marseille | 33.000 |
| Qarabağ                | 25.000 |

| Pote 3                 | Coef.  |
| ---------------------- | ------ |
| Molde                  | 24.000 |
| Brighton & Hove Albion | 21.914 |
| Sheriff Tiraspol       | 19.500 |
| Union Saint-Gilloise   | 19.000 |
| Freiburg               | 16.496 |
| Sparta Praga           | 14.000 |
| Maccabi Haifa          | 13.000 |
| Sturm Graz             | 12.500 |

| Pote 4            | Coef.  |
| ----------------- | ------ |
| Toulouse          | 12.232 |
| AEK Atenas        | 11.000 |
| TSC               | 6.475  |
| Servette          | 6.335  |
| Panathinaikos     | 5.045  |
| Raków Częstochowa | 5.000  |
| Aris Limassol     | 4.895  |
| BK Häcken         | 4.500  |

### Grupos
Os vencedores dos grupos avançam para as oitavas de final, os segundos classificados avançam para os play-off da fase eliminatória, o terceiro do grupo avança para a Fase preliminar da fase eliminatória da Liga Conferência Europa da UEFA de 2023–24.

#### Grupo A
| Pos | Equipe     | Pts | J | V | E | D | GP | GC | SG  | Classificado                     |  | WHU | FRE | OLY | TSC |
| --- | ---------- | --- | - | - | - | - | -- | -- | --- | -------------------------------- |  | --- | --- | --- | --- |
| 1   | West Ham   | 15  | 6 | 5 | 0 | 1 | 10 | 4  | +6  | Classificado às oitavas de final |  | —   | 2–0 | 1–0 | 3–1 |
| 2   | Freiburg   | 12  | 6 | 4 | 0 | 2 | 17 | 7  | +10 | Classificado aos Play-offs       |  | 1–2 | —   | 5–0 | 5–0 |
| 3   | Olympiacos | 7   | 6 | 2 | 1 | 3 | 11 | 14 | −3  | Transferido à Liga Conferência   |  | 2–1 | 2–3 | —   | 5–0 |
| 4   | TSC        | 1   | 6 | 0 | 1 | 5 | 6  | 19 | −13 | Eliminado                        |  | 0–1 | 1–3 | 2–2 | —   |

#### Grupo B
| Pos | Equipe                 | Pts | J | V | E | D | GP | GC | SG | Classificado                     |  | BHA | MAR | AJA | AEK |
| --- | ---------------------- | --- | - | - | - | - | -- | -- | -- | -------------------------------- |  | --- | --- | --- | --- |
| 1   | Brighton & Hove Albion | 13  | 6 | 4 | 1 | 1 | 10 | 5  | +5 | Classificado às oitavas de final |  | —   | 1–0 | 2–0 | 2–3 |
| 2   | Olympique de Marseille | 11  | 6 | 3 | 2 | 1 | 14 | 10 | +4 | Classificado aos Play-offs       |  | 2–2 | —   | 4–3 | 3–1 |
| 3   | Ajax                   | 5   | 6 | 1 | 2 | 3 | 10 | 13 | −3 | Transferido à Liga Conferência   |  | 0–2 | 3–3 | —   | 3–1 |
| 4   | AEK Atenas             | 4   | 6 | 1 | 1 | 4 | 6  | 12 | −6 | Eliminado                        |  | 0–1 | 0–2 | 1–1 | —   |

#### Grupo C
| Pos | Equipe        | Pts | J | V | E | D | GP | GC | SG | Classificado                     |  | RAN | SPP | BET | ALI |
| --- | ------------- | --- | - | - | - | - | -- | -- | -- | -------------------------------- |  | --- | --- | --- | --- |
| 1   | Rangers       | 11  | 6 | 3 | 2 | 1 | 8  | 6  | +2 | Classificado às oitavas de final |  | —   | 2–1 | 1–0 | 1–1 |
| 2   | Sparta Praga  | 10  | 6 | 3 | 1 | 2 | 9  | 7  | +2 | Classificado aos Play-offs       |  | 0–0 | —   | 1–0 | 3–2 |
| 3   | Betis         | 9   | 6 | 3 | 0 | 3 | 9  | 7  | +2 | Transferido à Liga Conferência   |  | 2–3 | 2–1 | —   | 4–1 |
| 4   | Aris Limassol | 4   | 6 | 1 | 1 | 4 | 7  | 13 | −6 | Eliminado                        |  | 2–1 | 1–3 | 0–1 | —   |

#### Grupo D
| Pos | Equipe            | Pts | J | V | E | D | GP | GC | SG | Classificado                     |  | ATA | SCP | STU | RAK |
| --- | ----------------- | --- | - | - | - | - | -- | -- | -- | -------------------------------- |  | --- | --- | --- | --- |
| 1   | Atalanta          | 14  | 6 | 4 | 2 | 0 | 12 | 4  | +8 | Classificado às oitavas de final |  | —   | 1–1 | 1–0 | 2–0 |
| 2   | Sporting          | 11  | 6 | 3 | 2 | 1 | 10 | 6  | +4 | Classificado aos Play-offs       |  | 1–2 | —   | 3–0 | 2–1 |
| 3   | Sturm Graz        | 4   | 6 | 1 | 1 | 4 | 4  | 9  | −5 | Transferido à Liga Conferência   |  | 2–2 | 1–2 | —   | 0–1 |
| 4   | Raków Częstochowa | 4   | 6 | 1 | 1 | 4 | 3  | 10 | −7 | Eliminado                        |  | 0–4 | 1–1 | 0–1 | —   |

1. 1 2  Empatado nos resultados do confronto direto. Saldo geral de gols usado como critério de desempate.

#### Grupo E
| Pos | Equipe               | Pts | J | V | E | D | GP | GC | SG  | Classificado                     |  | LIV | TOU | USG | LAS |
| --- | -------------------- | --- | - | - | - | - | -- | -- | --- | -------------------------------- |  | --- | --- | --- | --- |
| 1   | Liverpool            | 12  | 6 | 4 | 0 | 2 | 17 | 7  | +10 | Classificado às oitavas de final |  | —   | 5–1 | 2–0 | 4–0 |
| 2   | Toulouse             | 11  | 6 | 3 | 2 | 1 | 8  | 9  | −1  | Classificado aos Play-offs       |  | 3–2 | —   | 0–0 | 1–0 |
| 3   | Union Saint-Gilloise | 8   | 6 | 2 | 2 | 2 | 5  | 8  | −3  | Transferido à Liga Conferência   |  | 2–1 | 1–1 | —   | 2–1 |
| 4   | LASK                 | 3   | 6 | 1 | 0 | 5 | 6  | 12 | −6  | Eliminado                        |  | 1–3 | 1–2 | 3–0 | —   |

#### Grupo F
| Pos | Equipe        | Pts | J | V | E | D | GP | GC | SG | Classificado                     |  | VIL | REN | MHA | PAN |
| --- | ------------- | --- | - | - | - | - | -- | -- | -- | -------------------------------- |  | --- | --- | --- | --- |
| 1   | Villarreal    | 13  | 6 | 4 | 1 | 1 | 9  | 7  | +2 | Classificado às oitavas de final |  | —   | 1–0 | 0–0 | 3–2 |
| 2   | Rennes        | 12  | 6 | 4 | 0 | 2 | 13 | 6  | +7 | Classificado aos Play-offs       |  | 2–3 | —   | 3–0 | 3–1 |
| 3   | Maccabi Haifa | 5   | 6 | 1 | 2 | 3 | 3  | 9  | −6 | Transferido à Liga Conferência   |  | 1–2 | 0–3 | —   | 0–0 |
| 4   | Panathinaikos | 4   | 6 | 1 | 1 | 4 | 7  | 10 | −3 | Eliminado                        |  | 2–0 | 1–2 | 1–2 | —   |

#### Grupo G
| Pos | Equipe           | Pts | J | V | E | D | GP | GC | SG  | Classificado                     |  | SLP | ASR | SRV | SHE |
| --- | ---------------- | --- | - | - | - | - | -- | -- | --- | -------------------------------- |  | --- | --- | --- | --- |
| 1   | Slavia Praha     | 15  | 6 | 5 | 0 | 1 | 17 | 4  | +13 | Classificado às oitavas de final |  | —   | 2–0 | 4–0 | 6–0 |
| 2   | Roma             | 13  | 6 | 4 | 1 | 1 | 12 | 4  | +8  | Classificado aos Play-offs       |  | 2–0 | —   | 4–0 | 3–0 |
| 3   | Servette         | 5   | 6 | 1 | 2 | 3 | 4  | 13 | −9  | Transferido à Liga Conferência   |  | 0–2 | 1–1 | —   | 2–1 |
| 4   | Sheriff Tiraspol | 1   | 6 | 0 | 1 | 5 | 5  | 17 | −12 | Eliminado                        |  | 2–3 | 1–2 | 1–1 | —   |

#### Grupo H
| Pos | Equipe           | Pts | J | V | E | D | GP | GC | SG  | Classificado                     |  | LEV | QAR | MOL | HAC |
| --- | ---------------- | --- | - | - | - | - | -- | -- | --- | -------------------------------- |  | --- | --- | --- | --- |
| 1   | Bayer Leverkusen | 18  | 6 | 6 | 0 | 0 | 19 | 3  | +16 | Classificado às oitavas de final |  | —   | 5–1 | 5–1 | 4–0 |
| 2   | Qarabağ          | 10  | 6 | 3 | 1 | 2 | 7  | 9  | −2  | Classificado aos Play-offs       |  | 0–1 | —   | 1–0 | 2–1 |
| 3   | Molde            | 7   | 6 | 2 | 1 | 3 | 12 | 12 | 0   | Transferido à Liga Conferência   |  | 1–2 | 2–2 | —   | 5–1 |
| 4   | BK Häcken        | 0   | 6 | 0 | 0 | 6 | 3  | 17 | −14 | Eliminado                        |  | 0–2 | 0–1 | 1–3 | —   |

## Fase final

### Equipes classificadas
| Grupo | Líderes de grupo (Oitavas de Final) | Vice-líderes de grupo (Play-offs) | 3º lugar dos grupos da Liga dos Campeões (Play-offs) |
| ----- | ----------------------------------- | --------------------------------- | ---------------------------------------------------- |
| A     | West Ham                            | Freiburg                          | Galatasaray                                          |
| B     | Brighton & Hove Albion              | Olympique de Marseille            | Lens                                                 |
| C     | Rangers                             | Sparta Praga                      | Braga                                                |
| D     | Atalanta                            | Sporting                          | Benfica                                              |
| E     | Liverpool                           | Toulouse                          | Feyenoord                                            |
| F     | Villarreal                          | Rennes                            | Milan                                                |
| G     | Slavia Praha                        | Roma                              | Young Boys                                           |
| H     | Bayer Leverkusen                    | Qarabağ                           | Shakhtar Donetsk                                     |

### Play-offs
O sorteio dos play-offs da fase eliminatória foi realizado no dia 18 de dezembro de 2023, às 13h00 CET. A partida de ida será disputada no dia 15 de fevereiro, e a partida de volta será disputada no dia 22 de fevereiro.
| Equipe 1         | Total       | Equipe 2               | 1.º jogo | 2.º jogo |
| ---------------- | ----------- | ---------------------- | -------- | -------- |
| Feyenoord        | 2–2 (2–4 p) | Roma                   | 1–1      | 1–1      |
| Milan            | 5–3         | Rennes                 | 3–0      | 2–3      |
| Lens             | 2–3 (pro)   | Freiburg               | 0–0      | 2–3      |
| Young Boys       | 2–4         | Sporting               | 1–3      | 1–1      |
| Benfica          | 2–1         | Toulouse               | 2–1      | 0–0      |
| Braga            | 5–6 (pro)   | Qarabağ                | 2–4      | 3–2      |
| Galatasaray      | 4–6         | Sparta Praga           | 3–2      | 1–4      |
| Shakhtar Donetsk | 3–5         | Olympique de Marseille | 2–2      | 1–3      |

### Esquema
Em itálico, as equipes que possuem o mando de campo no confronto e em negrito as equipes classificadas.
|  | Oitavas de final       | Oitavas de final             | Oitavas de final | Oitavas de final |       |                  | Quartas de final | Quartas de final | Quartas de final | Quartas de final |  |                        | Semifinais    | Semifinais    | Semifinais    | Semifinais    |          |   | Final      | Final      |
|  | 5 e 14 de março        | 5 e 14 de março              | 5 e 14 de março  | 5 e 14 de março  |       |                  | 11 e 18 de abril | 11 e 18 de abril | 11 e 18 de abril | 11 e 18 de abril |  |                        | 2 e 9 de maio | 2 e 9 de maio | 2 e 9 de maio | 2 e 9 de maio |          |   | 22 de maio | 22 de maio |
|  |                        |                              |                  |                  |       |                  |                  |                  |                  |                  |  |                        |               |               |               |               |          |   |            |            |
|  | Benfica                | 2                            | 1                | 3                |       |                  |                  |                  |                  |                  |  |                        |               |               |               |               |          |   |            |            |
|  | Rangers                | 2                            | 0                | 2                |       |                  |                  |                  |                  |                  |  |                        |               |               |               |               |          |   |            |            |
|  | Rangers                | 2                            | 0                | 2                |       | Benfica          | 2                | 0                | 2 (2)            |                  |  |                        |               |               |               |               |          |   |            |            |
|  |                        |                              |                  |                  |       | Benfica          | 2                | 0                | 2 (2)            |                  |  |                        |               |               |               |               |          |   |            |            |
|  |                        | Olympique de Marseille (pen) | 1                | 1                | 2 (4) |                  |                  |                  |                  |                  |  |                        |               |               |               |               |          |   |            |            |
|  | Olympique de Marseille | Olympique de Marseille (pen) | 1                | 1                | 2 (4) | 4                | 1                | 5                |                  |                  |  |                        |               |               |               |               |          |   |            |            |
|  | Olympique de Marseille |                              |                  |                  |       | 4                | 1                | 5                |                  |                  |  |                        |               |               |               |               |          |   |            |            |
|  | Villarreal             | 0                            | 3                | 3                |       |                  |                  |                  |                  |                  |  |                        |               |               |               |               |          |   |            |            |
|  | Villarreal             | 0                            | 3                | 3                |       |                  |                  |                  |                  |                  |  | Olympique de Marseille | 1             | 0             | 1             |               |          |   |            |            |
|  |                        |                              |                  |                  |       |                  |                  |                  |                  |                  |  | Olympique de Marseille | 1             | 0             | 1             |               |          |   |            |            |
|  |                        | Atalanta                     | 1                | 3                | 4     |                  |                  |                  |                  |                  |  |                        |               |               |               |               |          |   |            |            |
|  | Sparta Praga           | Atalanta                     | 1                | 3                | 4     | 1                | 1                | 2                |                  |                  |  |                        |               |               |               |               |          |   |            |            |
|  | Sparta Praga           |                              |                  |                  |       | 1                | 1                | 2                |                  |                  |  |                        |               |               |               |               |          |   |            |            |
|  | Liverpool              | 5                            | 6                | 11               |       |                  |                  |                  |                  |                  |  |                        |               |               |               |               |          |   |            |            |
|  | Liverpool              | 5                            | 6                | 11               |       | Liverpool        | 0                | 1                | 1                |                  |  |                        |               |               |               |               |          |   |            |            |
|  |                        |                              |                  |                  |       | Liverpool        | 0                | 1                | 1                |                  |  |                        |               |               |               |               |          |   |            |            |
|  |                        | Atalanta                     | 3                | 0                | 3     |                  |                  |                  |                  |                  |  |                        |               |               |               |               |          |   |            |            |
|  | Sporting               | Atalanta                     | 3                | 0                | 3     | 1                | 1                | 2                |                  |                  |  |                        |               |               |               |               |          |   |            |            |
|  | Sporting               |                              |                  |                  |       | 1                | 1                | 2                |                  |                  |  |                        |               |               |               |               |          |   |            |            |
|  | Atalanta               | 1                            | 2                | 3                |       |                  |                  |                  |                  |                  |  |                        |               |               |               |               |          |   |            |            |
|  | Atalanta               | 1                            | 2                | 3                |       |                  |                  |                  |                  |                  |  |                        |               |               |               |               | Atalanta | 3 |            |            |
|  |                        |                              |                  |                  |       |                  |                  |                  |                  |                  |  |                        |               |               |               |               |          | 3 |            |            |
|  |                        | Bayer Leverkusen             | 0                |                  |       |                  |                  |                  |                  |                  |  |                        |               |               |               |               |          |   |            |            |
|  | Milan                  | Bayer Leverkusen             | 0                | 4                | 3     | 7                |                  |                  |                  |                  |  |                        |               |               |               |               |          |   |            |            |
|  | Milan                  |                              |                  | 4                | 3     | 7                |                  |                  |                  |                  |  |                        |               |               |               |               |          |   |            |            |
|  | Slavia Praha           | 2                            | 1                | 3                |       |                  |                  |                  |                  |                  |  |                        |               |               |               |               |          |   |            |            |
|  | Slavia Praha           | 2                            | 1                | 3                |       | Milan            | 0                | 1                | 1                |                  |  |                        |               |               |               |               |          |   |            |            |
|  |                        |                              |                  |                  |       | Milan            | 0                | 1                | 1                |                  |  |                        |               |               |               |               |          |   |            |            |
|  |                        | Roma                         | 1                | 2                | 3     |                  |                  |                  |                  |                  |  |                        |               |               |               |               |          |   |            |            |
|  | Roma                   | Roma                         | 1                | 2                | 3     | 4                | 0                | 4                |                  |                  |  |                        |               |               |               |               |          |   |            |            |
|  | Roma                   |                              |                  |                  |       | 4                | 0                | 4                |                  |                  |  |                        |               |               |               |               |          |   |            |            |
|  | Brighton & Hove Albion | 0                            | 1                | 1                |       |                  |                  |                  |                  |                  |  |                        |               |               |               |               |          |   |            |            |
|  | Brighton & Hove Albion | 0                            | 1                | 1                |       |                  |                  |                  |                  |                  |  | Roma                   | 0             | 2             | 2             |               |          |   |            |            |
|  |                        |                              |                  |                  |       |                  |                  |                  |                  |                  |  | Roma                   | 0             | 2             | 2             |               |          |   |            |            |
|  |                        | Bayer Leverkusen             | 2                | 2                | 4     |                  |                  |                  |                  |                  |  |                        |               |               |               |               |          |   |            |            |
|  | Qarabağ                | Bayer Leverkusen             | 2                | 2                | 4     | 2                | 2                | 4                |                  |                  |  |                        |               |               |               |               |          |   |            |            |
|  | Qarabağ                |                              |                  |                  |       | 2                | 2                | 4                |                  |                  |  |                        |               |               |               |               |          |   |            |            |
|  | Bayer Leverkusen       | 2                            | 3                | 5                |       |                  |                  |                  |                  |                  |  |                        |               |               |               |               |          |   |            |            |
|  | Bayer Leverkusen       | 2                            | 3                | 5                |       | Bayer Leverkusen | 2                | 1                | 3                |                  |  |                        |               |               |               |               |          |   |            |            |
|  |                        |                              |                  |                  |       | Bayer Leverkusen | 2                | 1                | 3                |                  |  |                        |               |               |               |               |          |   |            |            |
|  |                        | West Ham                     | 0                | 1                | 1     |                  |                  |                  |                  |                  |  |                        |               |               |               |               |          |   |            |            |
|  | Freiburg               | West Ham                     | 0                | 1                | 1     | 1                | 0                | 1                |                  |                  |  |                        |               |               |               |               |          |   |            |            |
|  | Freiburg               |                              |                  |                  |       | 1                | 0                | 1                |                  |                  |  |                        |               |               |               |               |          |   |            |            |
|  | West Ham               | 0                            | 5                | 5                |       |                  |                  |                  |                  |                  |  |                        |               |               |               |               |          |   |            |            |

### Oitavas de final
O sorteio das oitavas de final foi realizado no dia 23 de fevereiro, às 12h CET. A partida de ida foi disputada no dia 7 de março, e a partida de volta no dia 14 de março.
| Equipe 1               | Total | Equipe 2               | 1.º jogo | 2.º jogo |
| ---------------------- | ----- | ---------------------- | -------- | -------- |
| Freiburg               | 1–5   | West Ham               | 1–0      | 0–5      |
| Roma                   | 4–1   | Brighton & Hove Albion | 4–0      | 0–1      |
| Benfica                | 3–2   | Rangers                | 2–2      | 1–0      |
| Sporting               | 2–3   | Atalanta               | 1–1      | 1–2      |
| Sparta Praga           | 2–11  | Liverpool              | 1–5      | 1–6      |
| Olympique de Marseille | 5–3   | Villarreal             | 4–0      | 1–3      |
| Milan                  | 7–3   | Slavia Praha           | 4–2      | 3–1      |
| Qarabağ                | 4–5   | Bayer Leverkusen       | 2–2      | 2–3      |

### Quartas de final
O sorteio das quartas de final foi realizado no dia 15 de março, às 13h CET. A partida de ida foi disputada no dia 11 de abril, e a partida de volta no dia 18 de abril.
| Equipe 1         | Total       | Equipe 2               | 1.º jogo | 2.º jogo |
| ---------------- | ----------- | ---------------------- | -------- | -------- |
| Milan            | 1–3         | Roma                   | 0–1      | 1–2      |
| Liverpool        | 1–3         | Atalanta               | 0–3      | 1–0      |
| Bayer Leverkusen | 3–1         | West Ham               | 2–0      | 1–1      |
| Benfica          | 2–2 (2–4 p) | Olympique de Marseille | 2–1      | 0–1      |

### Semifinais
O sorteio das semifinais foi realizado no dia 15 de março, às 13h CET, após o sorteio das quartas de final. A partida de ida foi disputada no dia 2 de maio, e a partida de volta no dia 9 de maio.
| Equipe 1               | Total | Equipe 2         | 1.º jogo | 2.º jogo |
| ---------------------- | ----- | ---------------- | -------- | -------- |
| Olympique de Marseille | 1–4   | Atalanta         | 1–1      | 0–3      |
| Roma                   | 2–4   | Bayer Leverkusen | 0–2      | 2–2      |

### Final
A final foi disputada no dia 22 de maio de 2024, no Aviva Stadium, em Dublin. O sorteio foi realizado no dia 15 de março, após os sorteios das quartas e semifinais, para determinar a equipe “da casa” para fins administrativos.
| 22 de maio de 2024 | Atalanta              | 3 – 0     | Bayer Leverkusen | Aviva Stadium, Dublin                      |
| 20:00 (UTC+1)      | Lookman 12', 26', 75' | Relatório |                  | Público: 47 135 Árbitro: ROU István Kovács |

## Estatísticas

### Artilharia
| Pos. | Jogador                   | Equipe                 | Gols | Minutos jogados |
| ---- | ------------------------- | ---------------------- | ---- | --------------- |
| 1    | Pierre-Emerick Aubameyang | Olympique de Marseille | 10   | 1030            |
| 2    | Romelu Lukaku             | Roma                   | 7    | 1082            |
| 3    | Gianluca Scamacca         | Atalanta               | 6    | 697             |
| 3    | João Pedro                | Brighton & Hove Albion | 6    | 436             |
| 5    | Patrik Schick             | Bayer Leverkusen       | 5    | 292             |
| 5    | Victor Boniface           | Bayer Leverkusen       | 5    | 334             |
| 5    | Michael Gregoritsch       | Freiburg               | 5    | 345             |
| 5    | Mohamed Salah             | Liverpool              | 5    | 399             |
| 5    | Fotis Ioannidis           | Panathinaikos          | 5    | 435             |
| 5    | Darwin Núñez              | Liverpool              | 5    | 459             |
| 5    | Viktor Gyökeres           | Sporting               | 5    | 622             |
| 5    | Ademola Lookman           | Atalanta               | 5    | 720             |
| 5    | Mohammed Kudus            | West Ham               | 5    | 771             |
| 5    | Juninho                   | Qarabağ                | 5    | 794             |

### Assistentes
| Pos. | Jogador             | Equipe                 | Assists. | Minutos jogados |
| ---- | ------------------- | ---------------------- | -------- | --------------- |
| 1    | Jonathan Clauss     | Olympique de Marseille | 6        | 1004            |
| 1    | Amine Harit         | Olympique de Marseille | 6        | 1167            |
| 3    | Kostas Fortounis    | Olympiacos             | 5        | 493             |
| 3    | Alejandro Grimaldo  | Bayer Leverkusen       | 5        | 836             |
| 3    | Stephan El Shaarawy | Roma                   | 5        | 950             |
| 6    | Mohamed Salah       | Liverpool              | 4        | 399             |
| 6    | Jarrod Bowen        | West Ham               | 4        | 550             |
| 6    | Florian Wirtz       | Bayer Leverkusen       | 4        | 703             |
| 6    | Davide Zappacosta   | Atalanta               | 4        | 734             |
| 6    | Harvey Elliott      | Liverpool              | 4        | 744             |
| 6    | James Ward-Prowse   | West Ham               | 4        | 810             |